# Levitación magnética

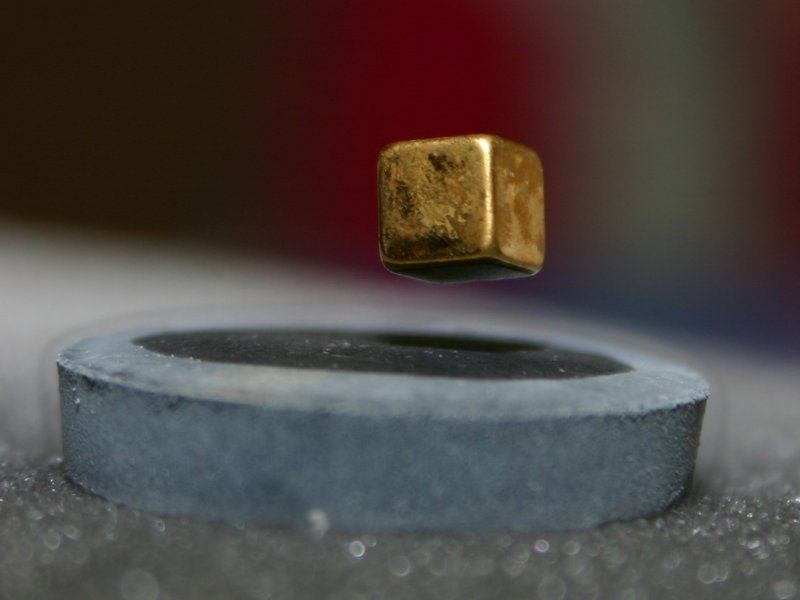
Demostración de levitación magnética.

La levitación magnética, también conocida por su acrónimo inglés Maglev, es un método por el cual un objeto es mantenido a flote por acción únicamente de un campo magnético. En otras palabras la presión magnética se contrapone a la gravedad. 
El teorema de Earnshaw demuestra que utilizando únicamente el ferromagnetismo es imposible hacer a un objeto levitar establemente contra la gravedad, el uso de materiales diamagnéticos, servomecanismos o superconductores hacen posible dicha levitación.
Las aplicaciones más comunes de la levitación magnética son los trenes Maglev,  el rodamiento magnético, y la levitación de productos para su exposición. En un futuro, y si llegamos a controlar la fusión nuclear, otra utilidad de la levitación magnética podría ser la levitación del plasma. Esta sería la única manera posible ya que a los millones de grados en los que ocurre este fenómeno derretirían cualquier contenedor.